# Euthalia teutoides
Euthalia teutoides är en fjärilsart som beskrevs av Moore 1877. Euthalia teutoides ingår i släktet Euthalia och familjen praktfjärilar. Inga underarter finns listade i Catalogue of Life.